# بوم شبر
بوم شبر (به لاتین: Bum-e Shebar) یک منطقهٔ مسکونی در افغانستان است که در ولایت بامیان واقع شده‌است.